# 吉塞拉·格罗特豪斯
吉塞拉·格罗特豪斯（德語：Gisela Grothaus，1955年2月20日—），德国女子皮划艇运动员。她曾代表西德参加1972年夏季奥林匹克运动会皮划艇比赛，获得女子单人皮艇激流银牌。